# کرالوف دوور
کرالوف دوور (به چکی: Králův Dvůr) یک منطقهٔ مسکونی در جمهوری چک است که در ناحیه بروون واقع شده‌است. کرالوف دوور ۶٬۴۲۵ نفر جمعیت دارد.